# Bócz Endre
Bócz Endre Zoltán (Budapest, 1937. június 20. – 2021. szeptember 16.) magyar jogász, ügyész, címzetes egyetemi docens, Budapest főügyésze (1990–2001). A Magyar Jogász Egylet tudományos bizottságának tagja, a büntetésjogi szakosztály elnöke volt. A Magyar Kriminológiai Társaság igazgatótanácsának tagja volt. A Magyar ENSZ Társaság emberjogi bizottságának tagja volt. Az állam- és jogtudományok kandidátusa (1976).

## Életpályája
Szülei: Bócz Lajos és Gaál Julianna. Általános iskolai tanulmányait Bicskén fejezte be 1951-ben. 1956-ban felvételt nyert az ELTE Jogtudományi Karára, ahol 1960-ban diplomázott summa cum laude.  
1960–1961 között a szolnoki Tiszamenti Vegyiművek jogi előadója. 1961–1963 között a Fővárosi Főügyészségen fogalmazóként dolgozott. 1963–2000 között ügyészként tevékenykedett. 1979–1989 között fővárosi főügyészhelyettes. 
1990–2001 között Budapest főügyésze. 2002–2004 között az igazságügyi miniszter főtanácsadójaként dolgozott. 1997–2002 között a Rendőrtiszti Főiskola kriminalisztikai tanszékvezetője. 1997–2007 között a Bűnügyi Tudományos Intézet igazgatója. 1998–2007 között főiskolai tanár. 2000-től a Károli Gáspár Református Egyetem docense. 2001–2007 között a Magyar Tudományos Akadémia közgyűlési képviselőjeként tevékenykedett, az Állam- és Jogtudományi Bizottság tagja volt.

## Művei
- Bócz Endre művei a Magyar Tudományos Művek Tárában
- A személyi társadalomveszélyesség a büntetőjogban (1983)
- A kényszerintézkedések büntető eljárásjogi és kriminalisztikai nézőpontból, 1-2.; Rendőrtiszti Főiskola, Bp., 2000
- Kriminalisztika I-II. (szerkesztette, 2004)
- Büntetőeljárási jogunk kalandjai. Sikerek, zátonyok és vargabetűk; Magyar Hivatalos Közlönykiadó, Bp., 2006
- Kriminalisztika a tárgyalóteremben (2008)
- Bócz Endre–Finszter Géza: Kriminalisztika joghallgatóknak; Magyar Hivatalos Közlönykiadó, Bp., 2008
- Négy évtized az ügyészségen. Pályám emlékezete; Pallas, Bp., 2010
- Gyűjteményes kötet Bócz Endre írásaiból; szerk. Tóth Mihály; Magyar Közlöny Lap- és Könyvkiadó, Bp., 2019

## Díjai és kitüntetései
- Magyar Köztársasági Érdemrend középkeresztje (1997)[6]
- Vámbéry Rusztem-emlékérem (1998)[6]
- Viski László-díj (2002)[6]
- Deák Ferenc-díj (2019)[7]